# Durban
Durban (zulujsko eThekwini) je mesto v Republiki Južni Afriki, ki stoji ob obali Indijskega oceana na vzhodu države, v provinci KwaZulu-Natal. Po popisu leta 2011 ima mesto približno 600.000 prebivalcev, v širšem metropolitanskem območju, ki spada pod mestno občino eThekwini, pa živi 3,4 milijona ljudi, s čimer je Durban največje mesto province KwaZulu-Natal in tretje največje mesto v državi. Je tudi eno največjih mest na vzhodni obali Afrike in najpomembnejše pristanišče v regiji.
Zaliv Natal, ob katerem stoji mesto, predstavlja ugodno naravno pristanišče, kar je opazil že pomorščak Vasco da Gama konec 15. stoletja, ki je območje poimenoval po božiču. Poročila prvih raziskovalcev so spodbudila naseljevanje belcev, ki so tu vzpostavili trgovino s krznom in slonovino. Naselje so sprva poimenovali Port Natal. V prvi polovici 19. stoletja so bili pogosti konflikti med Buri, Britanci in avtohtonimi Zulujci, v katerih so prevladali Britanci in leta 1835 postavili temelje za trajno naselbino, poimenovano po takratnem guvernerju kapske kolonije, Sir Benjaminu D’Urbanu. Do konca stoletja je postal Durban, v katerega se je poleg Britancev in črncev priselila številčna skupnost indijskih delavcev, izrazito segregiran. Črnci, nezmožni upora proti belski vladavini, so se obrnili proti Indijcem, kar je leta 1949 vodilo v množične izgrede, kasneje pa je mesto postalo znanilec sprememb sistema apartheida v Južni Afriki.
Zdaj je Durban eno najpomembnejših pristanišč, industrijskih središč in letovišč v Južni Afriki.

## Mednarodne povezave
Mestna občina ima uradne povezave (pobratena ali sestrska mesta oz. mesta-dvojčki) z naslednjimi kraji po svetu:
- Aleksandrija, Egipt
- Bremen, Nemčija
- Bulawayo, Zimbabve
- Chicago, Illinois, ZDA
- Daejeon, Južna Koreja
- Guangdžov, Ljudska republika Kitajska
- Leeds, Združeno kraljestvo
- Le Port, Reunion, Francija
- Maputo, Mozambik
- Nantes, Francija
- New Orleans, Louisiana, ZDA
- Oran, Alžirija
- Rotterdam, Nizozemska